# La Pouëze

La Pouëze este o comună în departamentul Maine-et-Loire, Franța. În 2009 avea o populație de 1,765 de locuitori.